# David G. O’Connell

Bischofswappen von David Gerard O’Connell

David Gerard O’Connell (* 16. August 1953 in Cork, Irland; † 18. Februar 2023 in Hacienda Heights, Kalifornien, USA) war ein irischer römisch-katholischer Geistlicher und Weihbischof in Los Angeles.

## Leben
David G. O’Connell wuchs in Glanmire auf. 1975 erlangte O’Connell am University College Dublin einen Bachelor of Arts in Philosophie und Englischer Literatur. Das Studium der Katholischen Theologie am St Patrick’s College in Maynooth schloss er 1977 mit einem Bachelor of Divinity ab. Nach weiteren Studien am All Hallows College in Dublin wurde er 1979 durch den Erzbischof von Los Angeles, Timothy Kardinal Manning, zum Diakon geweiht und empfing am 10. Juni desselben Jahres in der Kapelle des All Hallows College in Dublin durch den Bischof von Honolulu, John Joseph Scanlan, das Sakrament der Priesterweihe für das Erzbistum Los Angeles.
O’Connell war zunächst als Pfarrvikar der Pfarreien Saint Raymond in Downey (1979–1983), Saint Maria Goretti in Long Beach (1983–1984) und Saint Hilary in Pico Rivera (1984–1988) tätig, bevor er 1988 Pfarrer der Pfarrei Saint Frances Xavier Cabrini in Los Angeles und 1998 zudem der Pfarrei Ascension wurde. Daneben erwarb er 1987 nach weiterführenden Studien am Mount St. Mary’s College in Los Angeles einen Master im Fach Spirituelle Theologie. O’Connell vermittelte zwischen der lokalen Bevölkerung und dem Los Angeles Police Department während der Unruhen in Los Angeles 1992 und galt daher als Friedensstifter. Ab 2003 wirkte O’Connell als Pfarrer der Pfarrei Saint Michael in Los Angeles. Zusätzlich fungierte er von 1996 bis 2006 und von 2011 bis 2013 als Dechant des Dekanats Nr. 16 sowie von 2004 bis 2006 als Pfarradministrator der Pfarrei Saint Eugene in Los Angeles. Ferner gehörte er von 1996 bis 2006 dem Priesterrat des Erzbistums Los Angeles und von 2000 bis 2004 dem Priests Pension Board an. Am 30. November 1999 verlieh ihm Papst Johannes Paul II. den Ehrentitel Päpstlicher Ehrenprälat.
Papst Franziskus ernannte ihn am 21. Juli 2015 zum Titularbischof von Cell Ausaille und zum Weihbischof in Los Angeles. Der Erzbischof von Los Angeles, José Horacio Gómez spendete ihm und den gleichzeitig ernannten Weihbischöfen Robert Barron und Joseph V. Brennan am 8. September desselben Jahres in der Kathedrale Unserer Lieben Frau von den Engeln in Los Angeles die Bischofsweihe; Mitkonsekratoren waren der Erzbischof von Chicago, Blase Joseph Cupich, und der emeritierte Weihbischof in Los Angeles, Joseph Martin Sartoris. O’Connell wählte den Wahlspruch Jesus I trust in you („Jesus, ich vertraue auf dich“), der der Litanei zur Barmherzigkeit Gottes entstammt. Als Weihbischof war er zudem Bischofsvikar für die Seelsorgeregion San Gabriel. Ferner gehörte er dem Vorstand von Together in Mission, dem Diözesanvermögensverwaltungsrat und erneut dem Priesterrat des Erzbistums Los Angeles an. Darüber hinaus war O’Connell Mitglied der Knights of Peter Claver.
Auf überdiözesaner Ebene fungierte O’Connell als Vorsitzender der Unterkommission für die Catholic Campaign for Human Development und als Mitglied der Kommission für Gerechtigkeit und menschliche Entwicklung der US-amerikanischen Bischofskonferenz. Er engagierte sich besonders für Migranten und für von Armut betroffene Menschen. So war er Seelsorger im Armenviertel South Los Angeles und leitete die Interdiocesan Southern California Immigration Task Force, die in der Unterstützung von Migrantenfamilien aus Zentralamerika tätig ist. Außerdem widmete sich O’Connell der Bekämpfung von Gewalt in den Städten und beriet die Special Task Force to promote Peace in our Communities der US-amerikanischen Bischofskonferenz. Im September 2022 erhielt er für sein gesellschaftliches Engagement den Evangelii Gaudium Award des St. John’s Seminary in Camarillo.
O’Connell wurde am 18. Februar 2023 in seinem Haus in Hacienda Heights erschossen. Als mordverdächtig wurde der 65-jährige Ehemann von O’Connells Haushälterin festgenommen, der zum Tatmotiv widersprüchliche Aussagen machte.
David G. O’Connell war Großkreuzritter des Ritterordens vom Heiligen Grab zu Jerusalem. Dessen Mitglieder stellten eine Ehrenwache bei den Trauerfeierlichkeiten in der Kathedrale Unserer Lieben Frau von den Engeln in Los Angeles im März 2023.